# Miye Oni
Olumiye "Miye" Oni (Northridge, California; 4 de agosto de 1997) es un baloncestista estadounidense de ascendencia nigeriana que pertenece a la plantilla de los Criollos de Caguas de la BSN de Puerto Rico. Con 1,96 metros de estatura, ocupa la posición de escolta.

## Trayectoria deportiva

### Universidad
Jugó tres temporadas con los Bulldogs de la Universidad de Yale, en las que promedió 15,0 puntos, 6,2 rebotes, 3,3 asistencias y 1,0 tapones por partido. En su primera temporada fue incluido en el segundo mejor quinteto de la Ivy League, mientras que en las dos siguientes lo fue en el primero. En su última campaña fue además elegido Jugador del Año de la conferencia.

#### Estadísticas
| Año     | Equipo | PJ | PT | MPP  | %TC  | %3P  | %TL  | RPP | APP | ROB | TPP | PPP  |
| ------- | ------ | -- | -- | ---- | ---- | ---- | ---- | --- | --- | --- | --- | ---- |
| 2016–17 | Yale   | 29 | 28 | 31.2 | .441 | .396 | .784 | 6.3 | 2.7 | .7  | 1.1 | 12.9 |
| 2017–18 | Yale   | 29 | 26 | 32.8 | .405 | .310 | .750 | 6.0 | 3.6 | .9  | .8  | 15.1 |
| 2018–19 | Yale   | 29 | 28 | 31.0 | .441 | .371 | .793 | 6.3 | 3.6 | .9  | 1.3 | 17.1 |
| Total   | Total  | 87 | 82 | 31.7 | .428 | .356 | .777 | 6.2 | 3.3 | .9  | 1.0 | 15.0 |

### Profesional
Fue elegido en la quincuagésimo octava posición del Draft de la NBA de 2019 por Golden State Warriors, pero posteriormente fue traspasado a Utah Jazz. Se convirtió en el primer jugador de la Ivy League seleccionado en un draft desde Jerome Allen en 1995, y el primero de Yale desde Chris Dudley en 1987.
Tras dos años y medio en Salt Lake City, el 4 de enero de 2022, es traspasado a Oklahoma City Thunder. Pero acaba siendo cortado tres días después sin llegar a debutar.
El 4 de febrero de 2022, firmó un contrato de 10 días con los New Orleans Pelicans, pero no llegó a debutar.
El 16 de noviembre de 2022, fichó por los London Lions de la British Basketball League.
El 13 de octubre de 2023 firmó con los Orlando Magic, pero fue despedido cinco días después. El 2 de noviembre se incorporó a su filial, los Osceola Magic.
El 6 de septiembre de 2024 firmó contrato con los Memphis Grizzlies, pero fue despedido el 19 de octubre sin llegar a debutar.
El 16 de diciembre de 2024, firma por el Joventut de Badalona de la Liga ACB y Eurocup.

## Selección nacional
En verano de 2021, fue parte de la selección absoluta nigeriana que participó en los Juegos Olímpicos de Tokio 2020, que quedó en décimo lugar.

## Estadísticas de su carrera en la NBA

### Temporada regular
| Año     | Equipo | PJ | PT | MPP  | %TC  | %3P  | %TL  | RPP | APP | ROB | TPP | PPP |
| ------- | ------ | -- | -- | ---- | ---- | ---- | ---- | --- | --- | --- | --- | --- |
| 2019-20 | Utah   | 10 | 1  | 10.9 | .375 | .368 | .800 | 1.7 | .4  | .4  | .2  | 3.5 |
| 2020-21 | Utah   | 54 | 0  | 9.6  | .354 | .341 | .833 | 1.6 | .5  | .2  | .1  | 1.9 |
| 2021-22 | Utah   | 16 | 0  | 2.8  | .222 | .125 | .000 | .4  | .3  | .0  | .0  | .3  |
| Total   | Total  | 80 | 1  | 8.4  | .350 | .330 | .750 | 1.4 | .5  | .2  | .1  | 1.8 |

### Playoffs
| Año   | Equipo | PJ | PT | MPP | %TC  | %3P  | %TL | RPP | APP | ROB | TPP | PPP |
| ----- | ------ | -- | -- | --- | ---- | ---- | --- | --- | --- | --- | --- | --- |
| 2020  | Utah   | 2  | 0  | 7.0 | .500 | .250 | —   | 2.0 | .0  | .5  | .5  | 3.5 |
| 2021  | Utah   | 8  | 0  | 5.1 | .000 | .000 | —   | .4  | .0  | .1  | .0  | .0  |
| Total | Total  | 10 | 0  | 5.5 | .273 | .111 | —   | .7  | .0  | .2  | .1  | .7  |